# Heteropterys rubiginosa
Heteropterys rubiginosa är en tvåhjärtbladig växtart som beskrevs av Adrien Henri Laurent de Jussieu. Heteropterys rubiginosa ingår i släktet Heteropterys och familjen Malpighiaceae. Inga underarter finns listade i Catalogue of Life.